# Јездимир Богдански
Јездимир Богдански (Куманово, 17. новембар 1930 — Куманово, 30. октобар 2007) био је учесник Народноослободилачке борбе и друштвено-политички радник СФР Југославије и СР Македоније. Од маја 1988. до 28. априла 1990. обављао је функцију председника Председништва СР Македоније.

## Биографија
Јездимир Богдански рођен је 17. новембра 1930. године у Куманову. Завршио је Вишу социјалну школу у Загребу. Потиче из породице са дугом револуционарном традицијом. Са једанаест година се прикључио Народноослободилачкој борби, за чијег је трајања био партизански курир. Члан Комунистичке партије Југославије постао је 1948. године.
Био је на многим одговорним дужностима:
- члан Главног одбора НОМС
- председник Општинског комитета Народне омладине
- организациони и политички секретар општинског комитета Савеза комуниста Македоније
- члан секретаријата Среског комитета Савеза комуниста Македоније
- потпредседник и председник Собрања општине у Куманову
- министар здравства у Влади СР Македоније
- посланик у Собрању СР Македоније
- посланик у Савезној скупштини СФР Југославије
- члан Извршног већа СР Македоније
- председник Председништва СР Македоније од маја 1988. до 28. априла 1990. године

На Четвртом конгресу биран је за члана Централног комитета Савеза комуниста Македоније, а на Петом конгресу за члана сталног дела Конференције Савеза комуниста Југославије.
Умро је 30. октобра 2007. године у Куманову. Сахрањен је на кумановском гробљу.
Носилац је Партизанске споменице 1941. године.